# Egloffstein

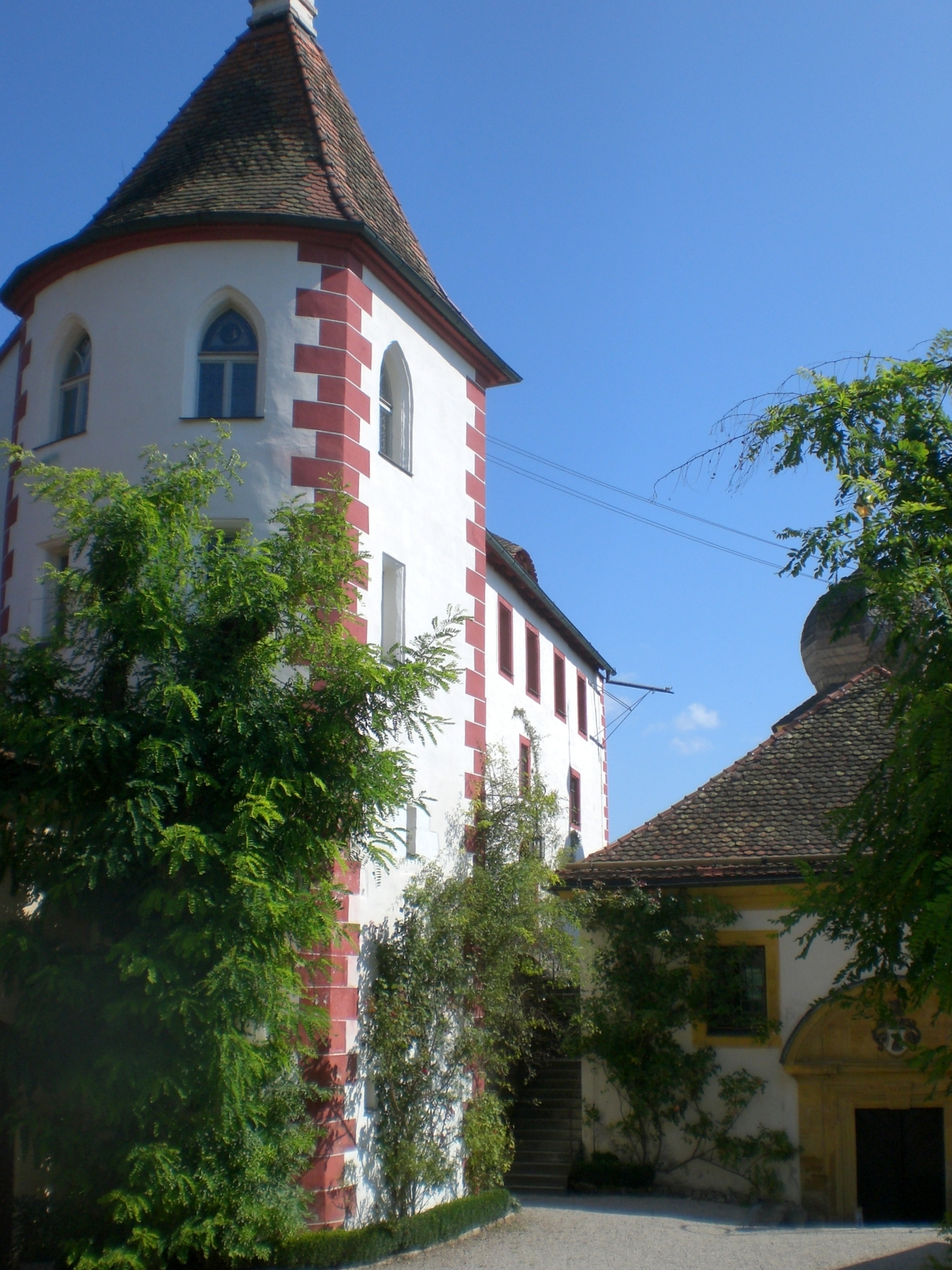
Egloffstein

Egloffstein este o comună-târg din districtul  Forchheim, regiunea administrativă Franconia Superioară, landul Bavaria, Germania.